# Adam Wiesław Dołęga-Zakrzewski
Adam Wiesław Dołęga-Zakrzewski (ur. 17 kwietnia 1905 w Ostrowi Mazowieckiej, zm. 20 grudnia 1984 w Warszawie) – inżynier technologii drewna, działacz społeczny, major Wojska Polskiego.

## Życiorys
Był synem Jana i Janiny Henryki z Humięckich oraz młodszym bratem Marka Józefa. We wrześniu 1924 roku rozpoczął naukę na Wydziale Przemysłu Leśnego w Państwowej Szkole Mierniczej i Przemysłowo-Leśnej w Łomży. Ukończył ją w 1928 roku jako technik przemysłu leśnego, otrzymując jednocześnie maturę. W szkole tej pełnił następnie funkcję asystenta technicznego. W 1929 roku ukończył Szkołę Podchorążych Rezerwy Piechoty Nr 5 w Cieszynie. W 1934 roku mianowany podporucznikiem rezerwy ze starszeństwem z dniem 1 stycznia 1934 w korpusie oficerów piechoty. W 1937 roku pracował jako kierownik tartaku prywatnego w Zarzeczu k. Niska. W 1938 roku objął stanowisko kierownika Fabryki Posadzki w Zakładach Przemysłu Drzewnego Liceum Krzemienieckiego w Smydze k. Krzemieńca.
W wojnie obronnej 1939 roku wziął udział jako podporucznik 3 pułku piechoty Legionów. Walczył pod Jarosławiem. W czasie okupacji należał do Narodowej Organizacji Wojskowej, a następnie Armii Krajowej (pseudonimy „Michał” i „Białysz”). Był oficerem do zleceń w III batalionie 13 pułku piechoty AK Ziemi Pułtuskiej. We wrześniu 1944 roku wstąpił do 8 Dywizji Piechoty (zw. później Drezdeńską), z którą przeszedł cały szlak bojowy.
Od 1951 do 1963 roku pracował w Instytucie Technologii Drewna w Warszawie. W 1957 roku otrzymał stopień inżyniera technologii drewna, a od 1958 roku był starszym asystentem. W latach 1963–1970 pracował jako nauczyciel w Zasadniczej Szkole Rzemiosła Artystycznego. W 1967 roku otrzymał nagrodę Kuratorium Okręgu Szkolnego m. st. Warszawy za udział w pracach nowatorskich i eksperymentalnych.
Tak jak ojciec (Jan Dołęga-Zakrzewski) żywo interesował się przeszłością Ostrowi Mazowieckiej. Napisał szereg prac dotyczących ziemi ostrowskiej. Opracował poojcowskie archiwalia. Część z nich została wydana w 2004 roku jako: Jan Zakrzewski, Zbiór materiałów do monografii miasta Ostrowi Mazowieckiej (Urząd Miasta Ostrów Mazowiecka, Warszawa-Ostrów Mazowiecka 2004; przygotował do druku i przedmowę napisał Leszek S. Zakrzewski). Adam Zakrzewski był też członkiem Komitetu Redakcyjnego i współautorem książki pt. Ostrów Mazowiecka. Z dziejów miasta i powiatu (Warszawa 1974; redaktorem był prof. Stanisław Russocki), oraz jednodniówek „Głos Ostrowi” (1975 i 1979). Był członkiem założycielem Towarzystwa Miłośników Ziemi Ostrowskiej. Pisał również artykuły fachowe dotyczące produkcji mebli, które ukazywały się w Techniku Drzewnym. Tłumaczył na ten temat opracowania z języka rosyjskiego.